# Semiothisa syriacaria
Semiothisa syriacaria là một loài bướm đêm trong họ Geometridae.